# عناصر الشخصية الخمسة

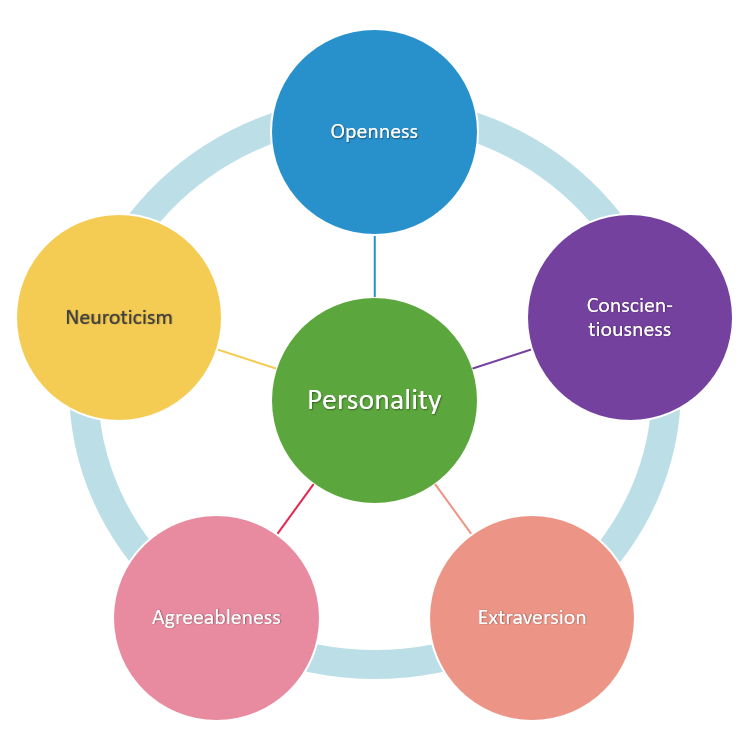
سبب الاختيار: تظهر بالصورة 6 دوائر دائرة في المنتصف وتعبر عن الشخصية و5 دوائر حولها كل دائرة تعبر عن عنصر من عناصر الشخصية الخمسة كعنوان المقال، ومكتوب في كل دائرة اسم العنصر. 1- الانفتاح، 2- الضمير، 3-الانبساط، 4- الوفاق، 5- العصابية والدائرة السادسة في المنتصف هي الشخصية.

في علم نفس الشخصية، نظريّة عناصر الشخصية الخمسة - أو سمات الشخصيّة الخمسة - هي ما يُعتقد أنّها الأبعاد التي تُكوّن شخصيّة الإنسان على المستوى البَديهي. أخذت هذه النظرية أساسًا من جوردون ألبورت في منهج السمات في علم نفس الشخصية.

## سمات الشخصية الرئيسية الخمس
سمات الشخصية الرئيسية الخمس والمعروفة أيضًا باسم نموذج الخمس عوامل أو نموذج (OCEAN)، هو تصنيف لسمات الشخصية. حين يُطَّبق تحليل العوامل (تقنية إحصائية) على بيانات اختبار الشخصية، تُستخدم بعض الكلمات لوصف جوانب الشخصية التي غالبًا ما تنطبق على الشخص نفسه. على سبيل المثال، الشخص الموصوف بالضمير أكثر ميلًا لأن يوصف ب «المستعد دائمًا» بدلًا من «الفوضوي». وبالتالي تُبنِى هذه النظرية على الترابط بين الكلمات لا التجارب النفسية العصبية. تستخدم النظرية صفات اللغة الشائعة وتقترح بناءً عليها خمسة أبعاد رئيسية تستخدم بشكل شائع لوصف الشخصية البشرية والنفس.
تشمل العوامل الخمسة ما يلي:
- الانفتاح على التجارب (مبدِع/فضولي مقابل متجانس/حذِر)
- الضمير (فعال/منظم مقابل سهل المعشر/لامبالي)
- الانبساط (غير متحفظ/مفعم بالطاقة مقابل منعزل/متحفظ)
- الوفاق (ودود/شغوف مقابل متحَدٍ/منفصل)
- العصابية (حساس/قلق مقابل مطمئن/واثق)

تُمثَّل العوامل الخمس بالاختصار (OCEAN) والذي يعني محيط، أو بالاختصار (CANOE) الذي يعني الزورق. ضمن كل عامل عالمي مقترح تتواجد عدة عوامل أولية أكثر تَحدُّدًا وترابطًا. على سبيل المثال، تطلق سمة الانفتاح على الصفات ذات الصلة كالألفة والثقة بالنفس والسعي للإثارة والدفء والنشاط والعواطف الإيجابية.
تؤثر الحياة العائلية والطريقة التي نشأ عليها الشخص في سماته. أظهرت دراسات التوائم وأبحاث أخرى أن نحو نصف الاختلافات بين الأفراد تنتج عن مورثاتهم في حين ينتج النصف الآخر عن بيئاتهم. وجد الباحثون أن الضمير والانبساط والانفتاح على التجارب والعُصاب ثابتة بشكل مترابط منذ الطفولة وحتى البلوغ.

## مواصفات السمات الشخصية الخاصة

### الانفتاح على التجارب
الانفتاح هو التقدير العام للفن والعاطفة والمغامرة والأفكار غير المألوفة والخيال والفضول وتنوع التجارب. يتمتع الأشخاص المنفتحون على التجارب بالفضول الثقافي والانفتاح العاطفي وتقدير الجمال والاستعداد لتجربة الأشياء الجديدة. ويميلون أن يكونوا أكثر إبداعًا ووعيًا بمشاعرهم بالمقارنة مع الأشخاص الانطوائيين. وغالبًا ما يعتنقون معتقدات غير تقليدية. قد يُعتبر الانفتاح الشديد تقلبًا أو نقصًا في التركيز، ويميل أصحابه إلى القيام بسلوكيات خطيرة أو تعاطي المخدرات. علاوة على ذلك، يُقال إن الأفراد ذوي الانفتاح الشديد يسعون لتحقيق الذات بشكل خاص عبر التجارب الشديدة والمُبهِجة. وعلى العكس، يسعى الأشخاص الأقل انفتاحًا إلى تحقيق الاكتفاء من خلال المحافظة ويتسمون بالواقعية والاستناد إلى البيانات- وقد يوصفون بالحزم والانغلاق. يبقى هناك بعض الجدل حول كيفية تفسير وتأطير عامل الانفتاح.

### أمثلة
- لدي أفكار ممتازة.
- أنا سريع في فهم الأشياء.
- استعمل كلمات صعبة.
- أنا مليء بالأفكار.
- لست مهتمًا بالتلخيصات والإيجاز. (العكس)
- ليس لدي خيال جيد. (العكس)
- أواجه صعوبة في فهم الأفكار الموجزة. (العكس)[5]

### الضمير
الضمير هو الميل لإظهار الانضباط الذاتي والتصرف بمسؤولية والسعي للإنجاز ضد المعايير أو خارج المتوقع. وهو يتعلق بالطريقة التي يتحكم بها الناس وينظمون ويديرون دوافعهم. غالبًا ما يوصف الضمير الشديد بالعناد أو التركيز. يترافق الضمير الضعيف بالمرونة والعفوية، ولكنه قد يتظاهر أيضًا بالإهمال وقلة الموثوقية. تشير الدرجة العالية على مقياس الضمير إلى تفضيل السلوك المخطط على العفوي. يرتفع معدل الضمير الوسطي بين البالغين الشباب ثم يتراجع بين البالغين الأكبر سنًا.
أمثلة
- أنا مستعد دائمًا.
- أنا أهتم بالتفاصيل.
- أنا أنهي أعمالي الرتيبة على الفور.
- أحب النظام.
- أتبع جدولًا زمنيًا.
- أنا دقيق في عملي.
- لا أنسى متاعي أبدًا.
- دائما ما أكون مساعدًا في معظم الأشياء.
- غالبًا ما أتذكر أين وضعت أشيائي آخر مرة.
- أنا أهتم بواجباتي.[5]

### الانبساط النفسي (الانفتاح)
يتسم الانبساط بسعة النشاطات (على عكس العمق)، والاندفاع للنشاطات والمواقف الخارجية وخلق الطاقة بطرق خارجية. تعرف هذه السمة بالاختلاط الواضح بالعالم الخارجي. يستمتع المنبسطون بالتفاعل مع الناس، وغالبًا ما يوصفون بأنهم ممتلئون بالطاقة. فهم يميلون لأن يكونوا أفرادًا متحمسين ومتجهين للإثارة. ويُبدون رؤية مجموعية عالية ويحبون أن يتكلموا ويثبتوا أنفسهم. قد يبدو الأشخاص المنبسطون مسيطرين في البيئات الاجتماعية على عكس الأشخاص الانطوائيين في هذه البيئات.
يبدي الانطوائيون اختلاطًا اجتماعيًا ومستويات طاقة أقل من المنبسطين. ويميلون أن يبدوا هادئين ومتحفظين وأقل مشاركةً في العالم الاجتماعي. لا يجب تفسير قلة مشاركتهم الاجتماعية على أنها خجل أو اكتئاب بل عوضًا عن ذلك هم أكثر استقلالية في عالمهم الاجتماعي بالمقارنة مع المنبسطين. ويحتاج الانطوائيون إثارة أقل ومزيدًا من الوقت بمفردهم. وذلك لا يعني أنهم غير ودودين أو غير اجتماعيين بل يعني أنهم متحفظون في المواقف الاجتماعية.
وعلى العموم، يعد البشر مزيجًا من الانبساط والانطواء، ويقترح عالم نفس الشخصيات أيزينك أن هذه السمات تتصل بطريقة ما بجهازنا العصبي المركزي.
أمثلة
- أنا روح الحفلة.
- لا أمانع أن أكون مركزًا للاهتمام.
- أشعر بالراحة مع الناس.
- أنا أبدأ المحادثات.
- أتكلم مع الكثير من الأشخاص المختلفين في الحفلات.
- لا أتكلم كثيرًا. (العكس أي الانطوائيون)
- أفكر كثيرًا قبل أن أتكلم أو اتصرف. (العكس)لا أحب جذب الانتباه لنفسي (العكس)
- أنا هادئ حين أحاط بالغرباء. (العكس)
- لا نية لدي في الحديث في الحشود الكبيرة. (العكس)[5]

### الوفاق
تعكس سمة الوفاق الاختلافات الفردية كشاغل عام في التناغم الاجتماعي. يقدّر الأفراد المتوافقون التواصل مع الآخرين. وهم بشكل عام متفهمون ولطفاء وكرماء وواثقون وأهل للثقة ومساعدون ولديهم النية بمساواة مصالحهم بمصالح الآخرين. ويتمتع الأشخاص المتوافقون برؤية إيجابية للطبيعة البشرية. يضع الأفراد غير المتوافقين مصالحهم الشخصية فوق تواصلهم مع الآخرين. ولا يهمهم عمومًا سلامة الآخرين، وأقل قابلية لأن يتجاوزوا أنفسهم من أجل الناس. ويتسبب شكهم بدوافع الآخرين أحيانًا أن يصبحوا مريبين وغير ودودين وغير متعاونين. تعد الشخصيات قليلة الوفاق منافسة ومتحدية غالبًا، مما يظهرهم بمظهر المجادلين أو غير أهل للثقة.
ولأن الوفاق سمة اجتماعية، أظهرت الدراسات أن وفاق الفرد يرتبط إيجابًا مع جودة علاقاته بأعضاء الفريق. ينبئ الوفاق أيضًا إيجابًا بمهارات القيادة التحولية. في دراسة مطبقة على 169 مشاركًا في المناصب القيادية لعدة اختصاصات، طُلِب من الأفراد الخضوع لاختبار شخصية وإتمام تقييمين من قبل مرؤوسيهم الذين يشرفون عليهم بشكل مباشر. اعتُبِر القادة الذين تمتعوا بمستويات عالية من الوفاق تحوليين أكثر من كونهم تبادليين. وعلى الرغم من أن العلاقة لم تكن بتلك القوة، إلا أنها كانت الأقوى من بين السمات الخمس. ولكن لم تظهر هذه الدراسة نفسها أي فعالية مُتنبأً بها لقوة القيادة كما قيمها المشرفون المباشرون للقائد.
على العكس، وُجِد أن الوفاق يرتبط سلبًا بالقيادة التبادلية في الجيش. بينت دراسة لوحدات الجيش الآسيوي أن القادة ذوي المستويات العالية من الوفاق أكثر ميلًا لتلقي تقييمات سلبية بالنسبة لمهارات القيادة التحولية. وبالتالي، وبأبحاث أوسع، قد تستطيع المنظمات تحديد قدرة الأفراد على الأداء بناء على سماتهم الشخصية. على سبيل المثال، في مقالة ضمن صحيفتهم بعنوان «ما هي صفات الشخصية الأهم في مكان العمل؟»، زعم كل من بول ساكيث وفيليب والمسلي أن الضمير والوفاق «مهمان للنجاح في العديد من الوظائف المختلفة».
أمثلة
- أنا مهتم بالناس.
- أنا أتعاطف مع مشاعر الآخرين.
- لدي قلب رقيق.
- أخصص وقتًا للآخرين.
- أشعر بعواطف الآخرين.
- أنا أخفف عن الناس.
- أنا لست مهتما حقًا بالآخرين. (العكس)
- أنا أهين الناس. (العكس)
- أنا لست مهتمًا بمشاكل الآخرين. (العكس)
- أشعر بقلق خفيف من أجل الآخرين. (العكس)[5]